# Serafino Gnutti
Serafino Gnutti (Lumezzane, 6 luglio 1916 – Albania, 21 gennaio 1941) è stato un militare italiano del Corpo degli Alpini.

## Biografia
Appartenente a una nota famiglia di industriali, fu chiamato alle armi per la prima volta nel 1937. Buon alpinista, fu destinato al Corso Ufficiali Alpini di Bassano del Grappa e, col grado di Sottotenente, prestò servizio di prima nomina nel 6º Reggimento Alpini "Val Venosta" venendo congedato alla fine del 1938. Richiamato nel 1940, ebbe la sua prima "vera" esperienza di guerra durante la Campagna di Francia. Conclusa quella, fu di nuovo congedato.
L'azienda di famiglia produceva mortai da 81 e Brixia Mod. 35 con relative munizioni per conto del Regio Esercito ed era ritenuta essenziale ai fini dello sforzo bellico. Quindi l'esonero dal servizio militare veniva sicuramente accordato agli uomini che vi lavoravano e che ne avrebbero fatto domanda: benché Serafino potesse avvalersi di questo privilegio, non lo fece. Preferì indossare la divisa una terza volta, probabilmente spinto dall'esempio del padre e dei quattro zii, che avevano scelto di partecipare alla prima guerra mondiale in circostanze analoghe, poco più di un ventennio prima.
Richiamato nel dicembre 1940, fu assegnato al Battaglione "Val Chiese", 11º Reggimento alpini, Divisione Pusteria, col quale fu inviato in prima linea subito dopo lo sbarco a Durazzo. Per ironia della sorte, negli anni trenta la ditta "Gnutti" aveva ricevuto importanti commesse militari proprio dalla Grecia, contro la quale ora il giovane ufficiale si trovava a combattere.
Il mattino del 20 gennaio 1941 i greci attaccarono le trincee italiane dopo un violentissimo bombardamento preparatorio. All'ala destra il Battaglione alpini "Trento" esaurite le munizioni, fu costretto a ripiegare. Così pure il "Val Chiese", decimato da gravi perdite. Ciononostante, si rese necessario tenere le posizioni per evitare che l'intero Corpo d'armata venisse investito sul fianco. Riordinati i ranghi, il "Val Chiese" lanciò un contrattacco ma fu respinto con ulteriori perdite, specie fra gli ufficiali.
Ordini superiori imposero un nuovo contrattacco nonostante l'ora notturna e le condizioni disastrose del campo di battaglia, che pioggia e neve avevano ridotto a una poltiglia fangosa impraticabile.
Armati di baionette, bombe a mano e poche munizioni, gli Alpini uscirono di nuovo all'assalto. Dopo l'iniziale successo, i greci si riebbero dalla sorpresa e risposero furiosamente, riuscendo a ricacciare indietro gli italiani per un certo tratto. In questa fase confusa e concitata, Gnutti continuò a incitare i suoi, finché non scomparve nella mischia, ferito a morte. Data la ferocia del combattimento all'arma bianca, in quell'occasione i greci non fecero prigionieri.
Sepolto in prossimità del fronte, per decenni non fu possibile recuperarne i resti dato il rigidissimo isolamento in cui versava l'Albania comunista del dopoguerra. Solo dopo più di mezzo secolo le spoglie del Sottotenente Gnutti poterono essere identificate e rimpatriate.

## Dediche onorarie
Alla sua memoria sono stati dedicati: una sala nel collegio civico di Desenzano del Garda, una camerata nella scuola A.U.C. di Lecce, un monumento nel Villaggio Gnutti di Lumezzane, diversi gruppi ANA, una sezione dell'Associazione Combattenti e Reduci, un rifugio alpino nei pressi dell'Adamello, due caserme, una a Vipiteno, l'altra a Brescia, la scuola primaria di Serle (BS) e l'oratorio di Toscolano Maderno (BS).